# Teddy Wigga
Teddy Wigga, pseudonimo di Teodoro Quaranta (Brindisi, 11 maggio 1988), è un ballerino e coreografo italiano.
Con le sue crew ha vinto per due volte l'edizione italiana dell'Hip Hop International Dance Championship aggiudicandosi così la possibilità di rappresentare l'Italia per due volte al World Hip Hop Dance Championship tenutosi a San Diego nel 2015 e a Phoenix nel 2017.

## Biografia
Nato nel 1988 a Brindisi (Italia), Teddy Wigga ha frequentato l'Università degli Studi di Bari laureandosi in Informatica nel 2011.
La sua carriera artistica è iniziata come ballerino ed è poi proseguita in qualità di coreografo e insegnante. Tra le scuole più significative in cui ha studiato si annoverano il Millennium Dance Complex, la Debbie Reynolds, la The Movement Lifestyle di Los Angeles e il Broadway Dance Center di New York.
Nel 2009 è arrivato tra i finalisti in Europa della competizione indetta dalla Nike chiamata Free Your Style Nike Troupe Contest. Nel 2010 ha fondato la Street School - Hip Hop Academy, il primo studio di danza a Brindisi e provincia.
Teddy Wigga ha lavorato come coreografo e ballerino per artisti quali Baby K, Boomdabash, Gabry Ponte, Sud Sound System, Clementino, Inoki, T.O.K., Tormento, Ms. Triniti, Diluvio. Ha inoltre fatto la comparsa in un video musicale di Bruno Mars. Nel 2019 ha ricoperto il ruolo di coreografo e ballerino per Gabry Ponte durante la performance a Battiti Live andata in onda su Italia 1.
Ha svolto attività di giudice per competizioni di danza e di insegnante tramite stage in Italia, in Grecia e in Messico.

## Stile
Teddy Wigga è noto in Italia perché il suo stile è influenzato dalle linee del tutting e dalle figure del vogueing, ma soprattutto perché è caratterizzato dai movimenti afro e dancehall la cui cultura è molto diffusa nel territorio in cui egli è nato e cresciuto, il Salento. Molte sue coreografie sono basate su questo stile, soprattutto per le performance delle sue crew all'Hip Hop International Dance Championship.

## Riconoscimenti
Tra il 2015 e 2019, Teddy Wigga ha ottenuto 7 medaglie all'Hip Hop International Dance Championship, di cui 2 medaglie d'oro con l'Impero Squad e i Salento Bulls (come ballerino e coreografo, nelle categorie Megacrew e Adult), 2 medaglie d'argento con i Kings of the South (come ballerino e coreografo, nella categoria Adult) e i Kids of the South (come coreografo nella categoria Junior), 3 medaglie di bronzo con l'Impero Squad, i Kings of the South (come ballerino e coreografo, nelle categorie Megacrew e Adult) e i Kids of the South (come coreografo, nella categoria Junior).
Nel 2018 e nel 2019 è stato invitato ad esibirsi come ospite al Choreographer's Carnival, uno dei più prestigiosi eventi per coreografi di Los Angeles, nell'edizione italiana tenutasi a Bergamo.
Nel 2016 ha vinto la medaglia d'argento con i Kings of the South (come ballerino e coreografo, nella categoria Upper) al World of Dance in Danimarca.